# Limnophila filiformis
Limnophila filiformis är en tvåvingeart som beskrevs av Alexander 1929. Limnophila filiformis ingår i släktet Limnophila och familjen småharkrankar. Inga underarter finns listade i Catalogue of Life.